# Jagdtrophäe

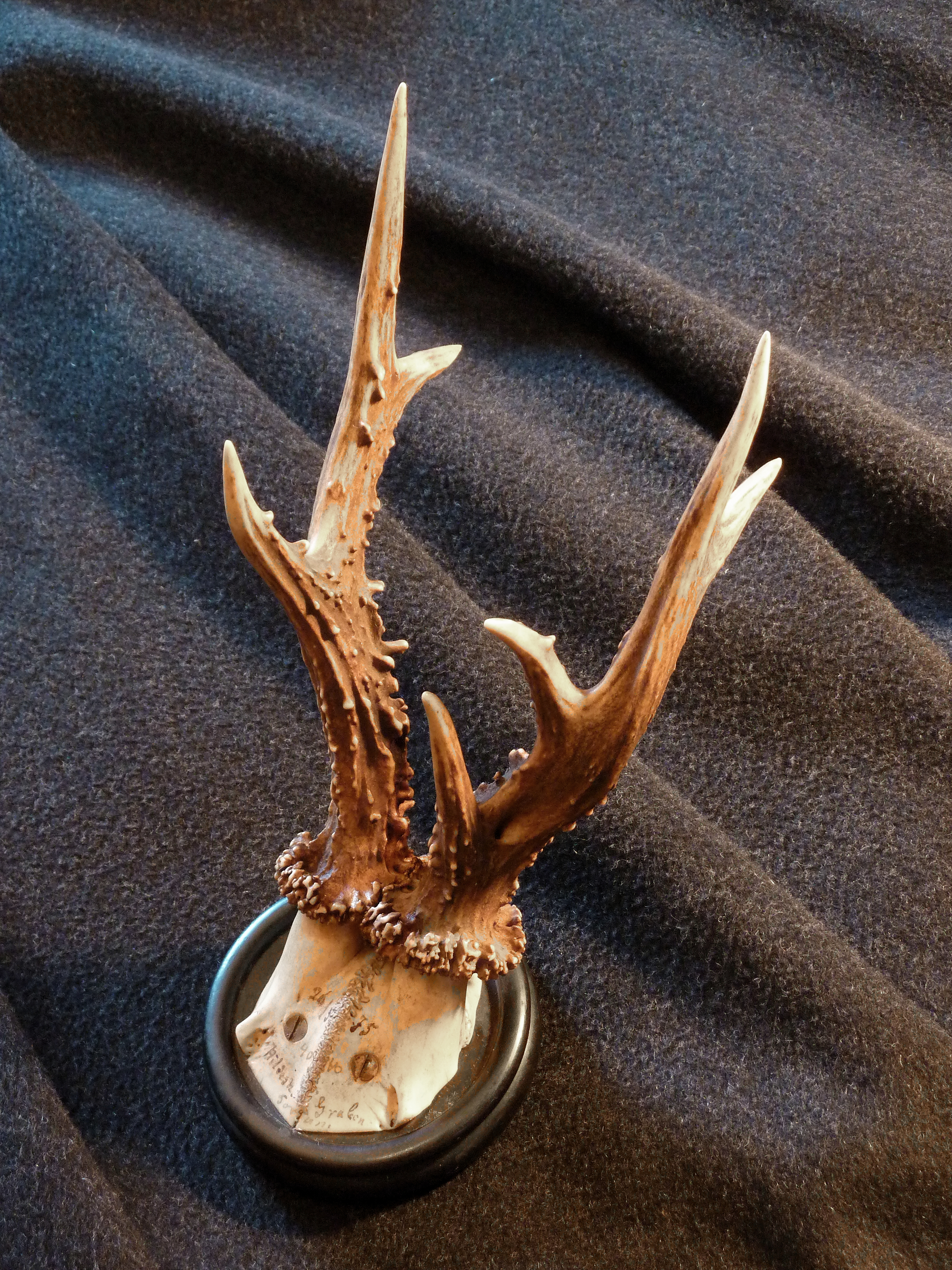
Rehgeweih auf Lodenmantel

Eine Jagdtrophäe ist ein als Zeichen einer erfolgreichen Jagd dienendes Geweih, Horn, Fell oder ähnliches und steht traditionsgemäß dem Erleger des betreffenden Tieres zu. Jagdtrophäen dienen unter anderem als Erinnerungsstücke, Zierde oder Sammlerobjekte. Im Fall von Geweihen werden diese typischerweise als Wandschmuck aufgehängt, während beim Gamsbart im Alpenraum die Verwendung als Hutschmuck zur Tracht üblich ist.

## Arten von Jagdtrophäen

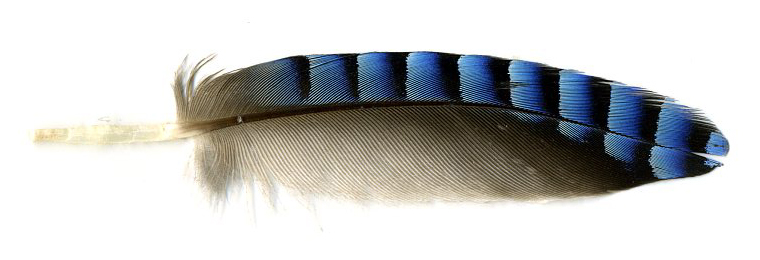
Spiegelfeder des Eichelhähers

Zu den typischen Jagdtrophäen gehören Geweihe, Hörner und Zähne von Säugetieren, zum Beispiel das Gewaff des Keilers oder die Grandeln des Rothirsches, die Krallen verschiedener Greifvögel und Vogelfedern, beispielsweise die Spiegelfedern des Eichelhähers oder die Schwanzfedern des Fasans. Ebenfalls als Trophäen gesammelt werden Felle von Mardern, Füchsen und Bären, sowie Pfoten von Füchsen und Hasen.
Es ist üblich, dass ein Jäger nur Trophäen von selbst erlegtem Wild in Besitz nimmt. Der bekannte Spruch „Schmücke Dich nicht mit fremden Federn!“ weist darauf hin. Sich mit einer nicht selbst erjagten Trophäe zu schmücken, wird von Jägern als beschämend und nicht weidgerecht erachtet.

## Verwendung

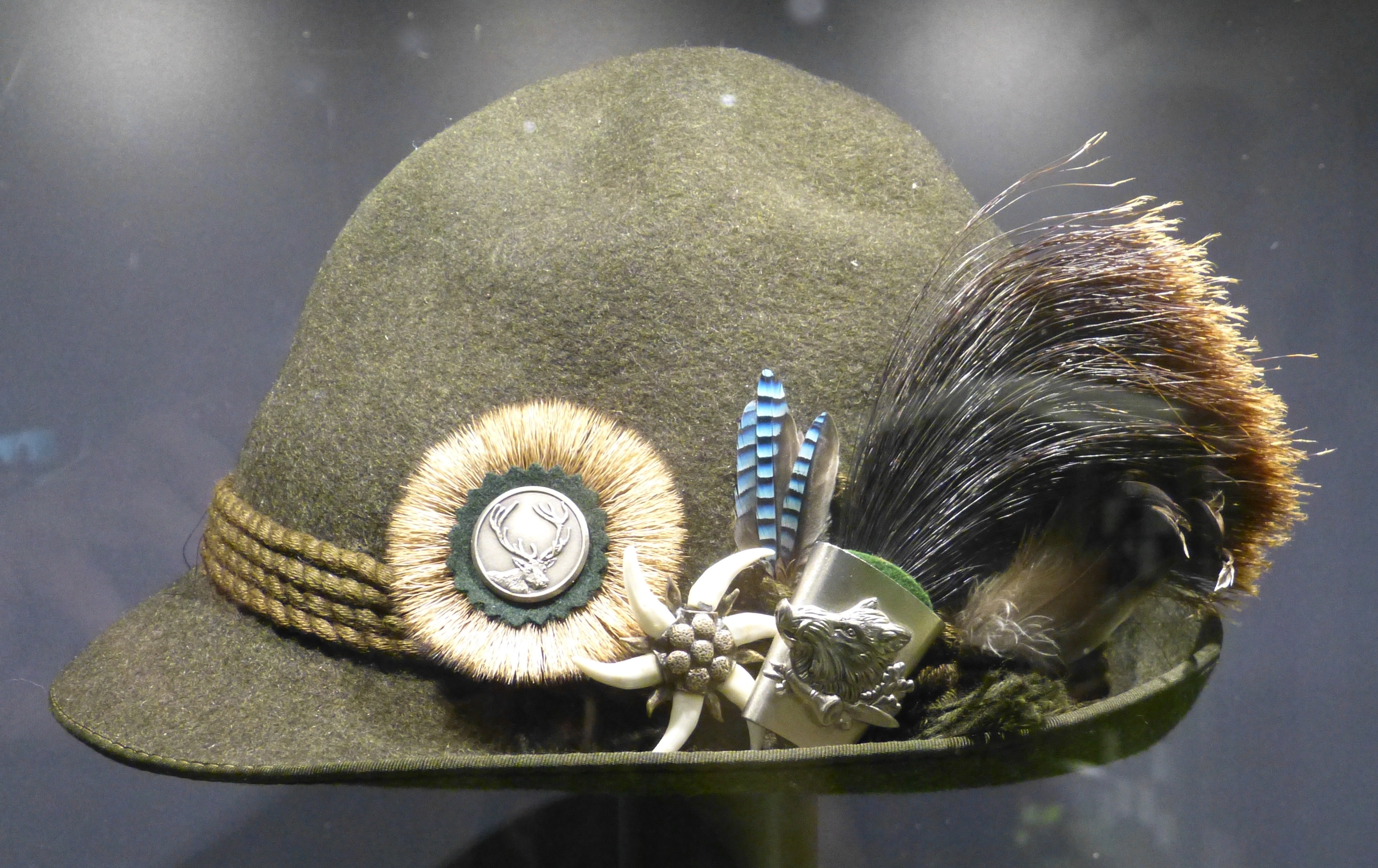
Hut mit verschiedenen Jagdtrophäen, ausgestellt im Jagdmuseum Schloss Wolfstein

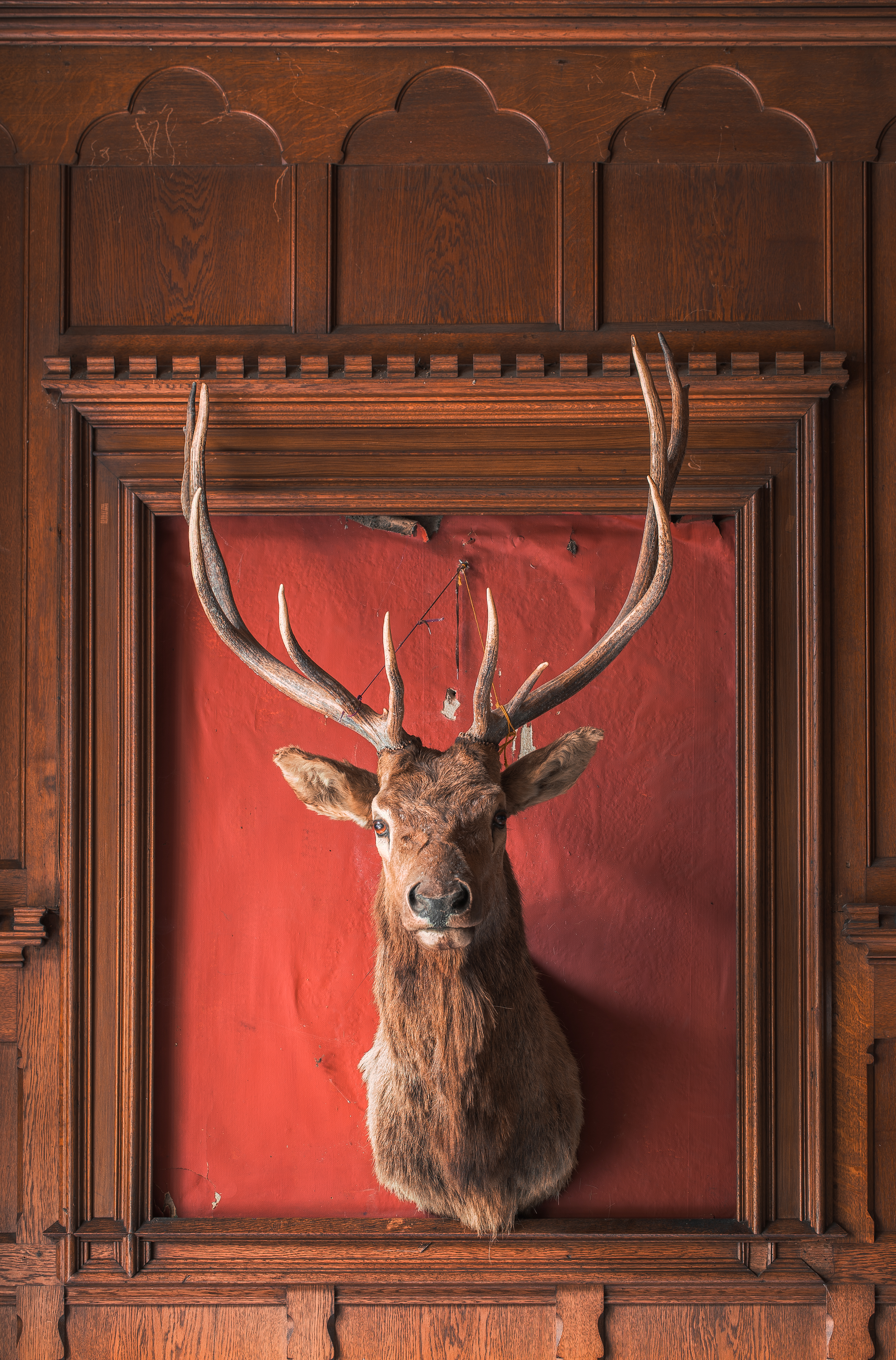
Gerahmtes Präparat eines Rothirschkopfes (Eissprossenzehner) auf rotem Hintergrund im Saal von Schloss Rothestein, Hessen

Jagdtrophäen gelten bis heute als begehrte Sammlerstücke, als Vorzeigeobjekte und – eingearbeitet in verschiedene Jagdtrachten – als Statussymbol. Bei begehrten Trophäen übersteigt der Preis für die Trophäe häufig den Wert des Wildbrets. Für die Abschusserlaubnis „starker“ Rothirsche werden weltweit Preise von mehreren tausend Euro bezahlt. Viele Tierarten werden für das eigene Heim oder für Naturkundemuseen präpariert und ausgestopft.

### Trophäenschau/Landeshegeschau
Trophäen stellen ein persönliches Ereignis/Erlebnis für den Erleger dar und das Jagdliche Brauchtum verlangt eine waidmännische Aneignung der Trophäe. Bayern ist das einzige Bundesland, in dem die Trophäenschau flächendeckend verpflichtend gesetzlich geregelt ist. Bundesweit sind die einzelnen Hegeringe für die Organisation zuständig. Ziel der durchaus umstrittenen Trophäenschau ist es, Transparenz bei der Nicht-jagenden Gesellschaft aber auch innerhalb der Jägerschaft zu schaffen. Zudem gibt eine solche Hegeschau auch Aufschlüsse über die Population, Wilddichte und die Lebensqualität der Bestände. Gerade aus diesen Gründen verlangen immer mehr Hegeringe und Landesjagdverbände die gesetzliche Wiedereinführung der Landeshegeschau um verlässlichere Zahlen und Fakten liefern zu können, da dies bei den übrigen Bundesländern bisher nur auf freiwilliger Basis geschieht. Sie stellen außerdem eine Plattform für Informationsaustausch und Weiterbildung da. Gefordert wird eine angepasste Jagd an die heutigen Begebenheiten. So sollen etwa Trophäen nicht mehr mit Gold-,Silber- oder Bronze Medaillen ausgezeichnet und klassifiziert werden, sondern mit einheitlichen Hegepreisen. Ebenso muss sich die komplette Dokumentation der Jagdtrophäen angleichen und gefordert wird, dass auch weibliche, nicht Geweih tragende Stücke, in die Hegeschau mit aufgenommen werden sollen, um die Jagd und ihre Aspekte noch klarer zu machen.

## Künstliche Selektion
Die Jagdzeiten richten sich weltweit und auch in Deutschland unterschiedlich bei einigen Wildarten mit Geweih oder Horn nach der Trophäenbildung, d. h. erst wenn die Trophäe im jagdlichen Sinne richtig entwickelt ist. Das ist in den jeweiligen Jagdgesetzen und Verordnungen festgelegt.

### Geweihträger
Um erwünschte Trophäen zu erhalten, erfolgen Abschüsse von Rothirschen nach einer Zuchtwahl. Neben der Qualität der Äsung und dem allgemeinen Gesundheitszustand der Tiere sei maßgeblich die Erbinformation für die Ausprägung des Geweihs verantwortlich. Um „schlecht“ veranlagte Tiere von der Reproduktion auszuschließen, werden bevorzugt auch heute noch junge und schwache Hirsche erlegt, welche „unterlauscherhoch auf haben“ (Geweih kürzer als Ohren), während junge Hirsche mit gut ausgeprägtem Geweih geschont werden: sie werden erst zum Höhepunkt ihrer Geweihbildung geerntet und könnten in der Zwischenzeit ihre Gene in die Population einbringen.
Sinngemäß gilt diese früher als „Aufartung“ bezeichnete Methode seit dem Reichsjagdgesetz  von 1934 auch heute noch bei Cerviden. Zumindest bei Rehwild hat diese Zuchtwahl heute sehr viel weniger Bedeutung. In den meisten Landesjagdgesetzen der deutschen Bundesländer gibt es lediglich noch zwei Unterscheidungsklassen: nach Alter einjährige sowie zweijährig und ältere Böcke. Inzwischen gibt es in einigen Bundesländern Erweiterungen der Jagdzeiten, die auf die Trophäenentwicklung keine Rücksicht nehmen.
Beim Rothirsch ist in Deutschland, Österreich und der Schweiz der Abschuss von Kronenhirschen (das Ende des Geweihs weist mindestens drei Spitzen auf) ab dem Erntealter von zehn Jahren erlaubt. Verstöße sind in Österreich und der Schweiz Gegenstand zahlreicher Gerichtsverfahren.
Der Rehwildabschuss unterliegt heute keiner gesetzlichen Vorgabe zur Form der Trophäe mehr. Der Abschuss von Rehböcken ist in Deutschland zum Teil nur bis Mitte Oktober gestattet, da die Böcke im Herbst ihr Geweih verlieren. Die Neubildung dauert bis zum späten Frühjahr. Mit April oder Mai beginnt die neue Jagdzeit. Als erstes Bundesland änderte Rheinland-Pfalz im Jahr 2013 die Jagdzeitregelung dahingehend, dass hier die Jagdzeit für Rehe geschlechts- und altersneutral am 31. Januar endet. In weiteren Bundesländern wurde die Jagdzeit verlängert, teils bis Ende Februar.

### Hornträger
Bei Hornträgern wie Gams, Mufflon oder Steinbock wird die lebenslange, kontinuierliche Entwicklung der Hörner als Entscheidungskriterium für einen Abschuss herangezogen. Beispielhaft für einen frühzeitigen Abschuss eines Muffelwidders sei der "Einwachser" erwähnt. Bei diesem wächst die Spitze der Rundung entweder eines Horns oder beider Seiten nicht parallel zum Hals, sondern in Richtung Hals oder Kiefer.

## Rechtliche Grundlagen
Nur noch in wenigen Bundesländern ist die Präsentation der Jagdtrophäen gesetzlich verankert, so z. B. in Bayern nach § 16 Abs. 4 der Verordnung zur Ausführung des Bayerischen Jagdgesetzes (AVBayJG). Dies wird mit dem Zweck der Informationsvermittlung und der Transparenz begründet. Beim Rothirsch ist in Deutschland, Österreich und der Schweiz der Abschuss von Kronenhirschen (das Ende des Geweihs weist mindestens drei Spitzen auf) ab dem Erntealter von zehn Jahren erlaubt. Es darf auch hier nur eine geringe Anzahl an Trophäen Hirschen erlegt werden und unterliegt somit ausgewählten Anforderungen.

## Kritik

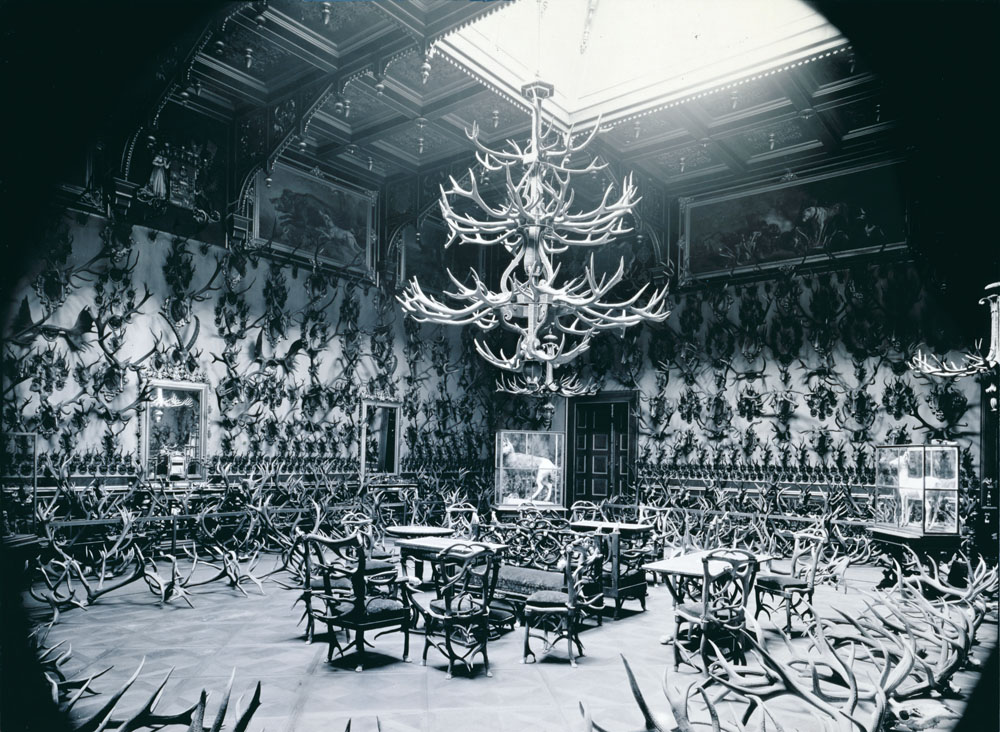
Jagdtrophäensammlung von Maximilian Graf von Arco-Zinneberg (1811–1885), dem „Adlergraf“, im Palais Arco-Zinneberg

Der Trophäenkult, wie eine Fixierung des Jagdwesens auf Trophäen auch genannt wird, ist Gegenstand öffentlicher sowie jagdinterner Kritik.
Horst Stern formulierte 1971 in seinen Bemerkungen über den Rothirsch:

„Es ist an der Zeit das Rothirschgeweih als Statussymbol zu entzaubern. Wenn die Renommierjäger mit ihren Knochenschauen an Herrenzimmer- und Kegelbahnwänden à la Helmut Horten endlich niemandem mehr Eindruck machen, weil alle Welt weiß, dass diese Geweihe sehr oft von halb domestizierten Krippenfressern gewonnen wurden, dann ist endlich das Schussfeld frei für die biologische Jagd.“

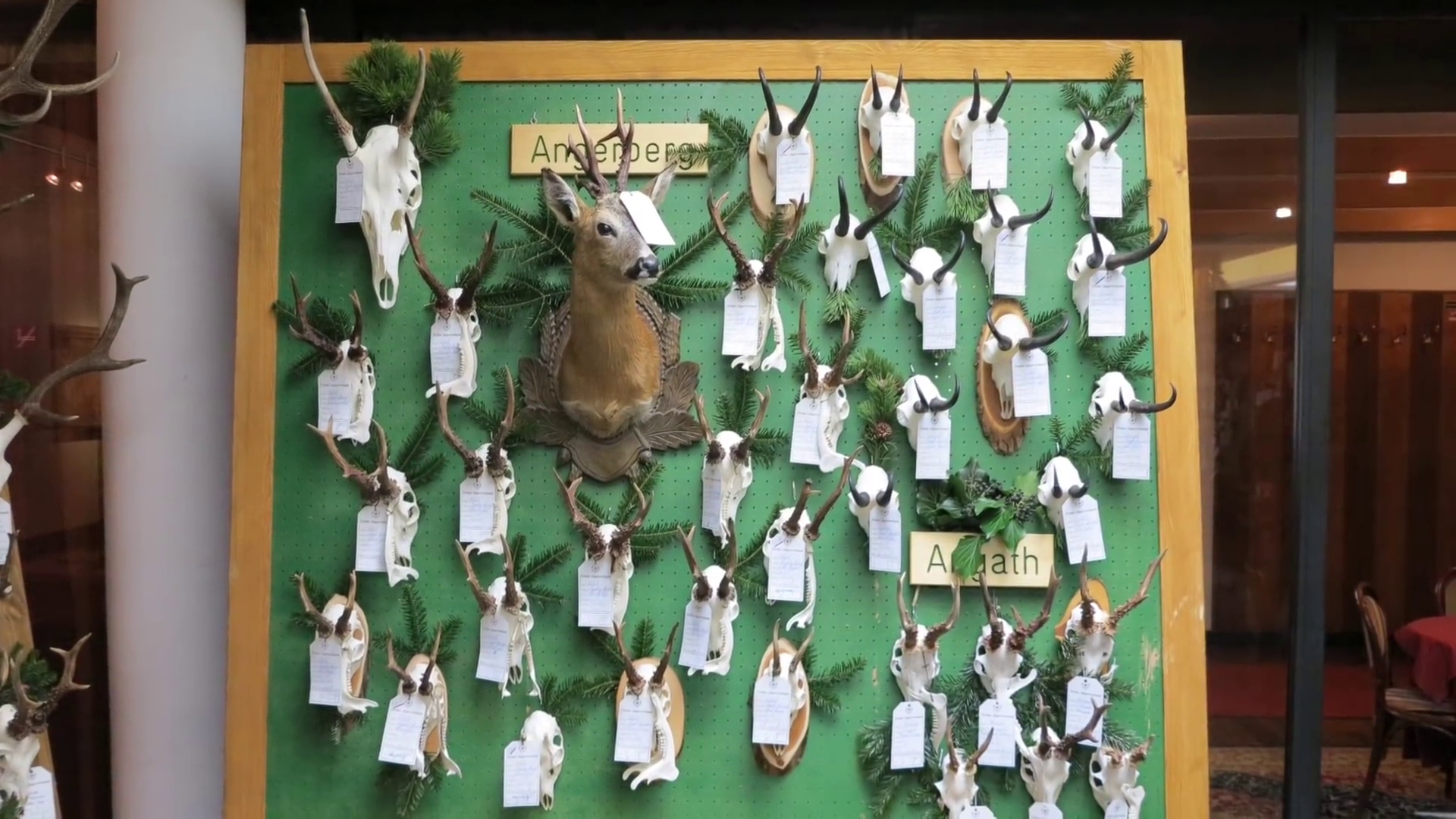
Ausstellungswand bei der (Pflicht-)Trophäenschau des Bezirks Kufstein, Österreich im Jagdjahr 2012/13

Der Ökologische Jagdverband sieht in der Institution Trophäenschau keine uralte Tradition, vielmehr sei diese Mode „vor ca. 100 Jahren […] nach dem Prinzip: Das Schlechte muss weg und das Gute darf bleiben“ eingeführt worden. Der Beurteilung des im Jagdgebiet lebenden Wildes wird die Trophäenschau nicht gerecht, weil regelmäßig nur der Kopfschmuck männlicher Tiere ausgestellt wird.
Ein im Auftrag des Bundesamtes für Naturschutz (BfN), des Deutschen Forstwirtschaftsrates (DFWR) und der Arbeitsgemeinschaft Naturgemäße Waldwirtschaft (ANW) erstelltes und 2010 veröffentlichtes Gutachten zum Wald-Wild-Konflikt sieht unter deutschen Jägern eine weiterhin starke Fixierung auf Trophäen bzw. Geweihträger und eine daraus resultierende Ungleichbehandlung von Tierarten. Die z. T. mehrere Monate währende Wildfütterung, Zuchtwahl beim Abschuss und gelegentlich auch medikamentöse Behandlung des Wildes zwecks „Trophäenhege“ wird als Gefährdung des Wildtiercharakters der betroffenen Tierarten gewertet. Die Trophäenschauen, in neuerer Zeit oft auch als Hegeschauen bezeichnet, werden im Hinblick auf die Abschussplanung und -erfüllung als ungeeignetes Instrument bewertet.